# Zigartický kopec
Zigartický kopec je kopec s nadmořskou výškou 556 m, který se nachází nad řekou Odrou a Plazským potokem ve vojenském újezdu Libavá v Oderských vrších (části pohoří Nízký Jeseník) v okrese Olomouc v Olomouckém kraji. Místo se nachází ve vojenském prostoru a tak je, mimo vyhrazené dny v roce a bez povolení, nepřístupné.

## Další informace
Kopec a jeho vrchol je přístupný po polních cestách. Jeho vrchol nabízí výhled na okolní údolí a Oderské vrchy.
Východním směrem, přibližně 1,1 km, se nachází kopec Kozí hrb. Severovýchodním směrem se nachází Plazský Mlýn, východním směrem se nachází zaniklý Čermenský Mlýn a západním směrem se nachází zaniklý Bleiss. Kopci dala jméno blízká zaniklá vesnice Zigartice.
Obvykle jedenkrát ročně může být kopec a jeho okolí přístupné veřejnosti v rámci cyklo-turistické akce Bílý kámen.